# Chilcowitch
Chilcowitch  (Chikauach), pleme Salishan Indijanaca (šire grupe Songish) s Oak Baya, zapadno od Gonzales Pointa na jugu kanadskog otoka Vancouver. Porijeklom od starijeg plemena Chekonein (Chekwungeen) ili Chkungen od kojih su se u davna vremena odvojili na području McNeill Baya. Ovo pleme vjerojatno je identično s onima plemenskog naziva Chikauach sa Swantonove liste songishkih bandi.
Godine 1850 oni i Chekonein potpisuju Douglaski ugovor iz 1850. po kojem kompaniji Hudson's Bay prepuštaju svoju zemlju za 30 funti sterlinga. Danas se vode kao dio plemena Songhees (Songish).

## Vanjske poveznice
- Douglas Treaties - Conveyance of Land to Hudson’s Bay Company by Indian Tribes  Arhivirana inačica izvorne stranice od 11. rujna 2010. (Wayback Machine)
- Te'mexw Treaty Association  Arhivirana inačica izvorne stranice od 16. prosinca 2014. (Wayback Machine)